# 裹著心的光
裹著心的光是新加坡歌手林俊杰的单曲。该歌曲是其“《圣所FINALE》終點站線上演唱会”主题曲。由易家揚作詞，林俊傑作曲，于2021年6月9日数位發行。

## 背景
2021年3月27日，林俊傑舉辦線上發佈會宣布“《圣所FINALE》終點站線上演唱会”啟動，並且通過聖所應用程式預約該演出，就送林俊杰全新单曲。6月9日，林俊傑釋出新單曲《裹著心的光》兌現承諾，感謝一路以來始終支持、做他堅強後盾的歌迷，也希望這首歌無論在任何時候，都能帶給大家勇氣及力量。

## 現場演出
2021年11月27日、28日，林俊傑在新加坡滨海湾金沙剧院舉行“《After The Rain LIVE 音樂特輯》公益演唱會”，現場演唱了〈裹著心的光〉，是該曲的全球首唱。
2022年12月24日，林俊傑舉辦“咖啡調調”暖冬限定版音樂會，融入聖誕節日曲風元素改編演唱了該曲，成為了每位觀眾專屬的限定禮物。2023年，林俊杰举办了JJ20巡回演唱会，并且在北京站和周深共同合唱了《裹著心的光》。
2025年6月8日，林俊傑於JJ20 世界巡迴演唱會 FINAL LAP 台北站的最後，驚喜為粉絲帶來二次安可曲《裹著心的光》，另粉絲們驚喜不已！

## 音樂錄影帶
該曲MV由8ID Studio擔任後期製作導演，剪輯“聖所世界巡迴演唱會”的精彩演出畫面及幕後花絮製作而成，于2021年6月9日發佈。

## 榜单成绩
该单曲在中国大陆音乐平台以数字专辑形式发行，截止2023年7月10日，共售出4,502,937张，销售额达13,508,811元人民币，为2021年度销量最高的单曲作品。

### 年榜
| 榜單 (2021)                                        | 最高排名 |
| -------------------------------------------------- | -------- |
| 台湾（Hit Fm 年度百首單曲）                        | 14       |
| 新加坡（醉心龙虎榜 年度顶尖100）                   | 20       |
| 中国大陆（酷狗音樂 年度最受欢迎的数字专辑）        | 1        |
| 中国大陆（腾讯音乐浪潮榜 年度百大华语金曲）        | 38       |
| 中国大陆（腾讯音乐由你榜 16-18岁年龄听众偏爱歌曲） | 2        |
| 榜單 (2022)                                        | 最高排名 |
| 新加坡（UFM 100.3 “U选1000”）                      | 8        |

## 獎項
| 年份 | 頒獎典禮               | 獎項          | 結果 | 來源   |
| ---- | ---------------------- | ------------- | ---- | ------ |
| 2022 | 第三届亚洲流行音乐大奖 | 年度TOP20金曲 | 獲獎 | [ 12 ] |
| 2023 | 第四届腾讯音乐娱乐盛典 | 年度十大金曲  | 獲獎 | [ 13 ] |

## 翻唱
- 2023年7月9日，米卡（2023腾讯音乐娱乐盛典）
- 2024年7月12日，那英（歌手2024 第10期）
- 2024年11月3日，武艺（武艺「寻游」2024个人巡演长沙站）

## 人員
- 林俊傑 – 配唱製作、和聲編寫、和聲、錄音師、後期母帶處理製作人
- 黃冠龍 – 製作協力、吉他、錄音師
- 周信廷 – 製作協力
- 蔡沛蓁 – 製作協力
- 吳慶隆 – 鍵盤、弦樂編寫
- 胡静成 – 絃樂錄音監督
- 张浩 – 第一小提琴
- 庞阔 – 第一小提琴
- 张琴 – 第一小提琴
- 杨爽 – 第一小提琴
- 刘睿 – 第一小提琴
- 颜柯 – 第一小提琴
- 张晗 – 第一小提琴
- 高言 – 第一小提琴
- 简培 – 第二小提琴
- 侯宇红 – 第二小提琴
- 闫红 – 第二小提琴
- 李若云 – 第二小提琴
- 高一凡 – 第二小提琴
- 倪冰雪 – 第二小提琴
- 李辉 – 中提琴
- 李季泽 – 中提琴
- 毕芳 – 中提琴
- 方振华 – 中提琴
- 张平 – 大提琴
- 郎莹 – 大提琴
- 王瑶 – 大提琴
- 石云博 – 大提琴
- 郎莹 – 大提琴獨奏
- 甯子達 – 低音吉他
- Brendan Buckley – 鼓、錄音師
- THE JFJ SINGULARITY – 錄音室
- JFJ SANCTUARY – 錄音室
- Reflector Music Studio – 錄音室
- 九紫天成录音棚 – 錄音室
- 刘璆 – 錄音師
- mixHaus Studios – 混音室
- Richard Furch（英语：Richard Furch） －混音師
- 饅頭音樂工作室 – 後期母帶處理錄音室
- 孫仲舒 – 後期母帶處理錄音師

## 備註
1. ↑  只统计仅收录1首歌曲的数字专辑作品